# رود سووا
رود سووا (انگلیسی: Sova) یک رودخانه در سرزمین پرم کشور روسیه است.